# 異安心
異安心（いあんじん）とは、仏教各派において、正統とは異なった教義を指す語。とくに浄土真宗において用いられる。
浄土真宗においては、宗祖・親鸞が説いた「安心（あんじん）」とは異なると見なされた異端的な信仰、または信仰者が「異安心」として排斥の対象となった。同様の語に、異流、異義、異計、邪義などがある。

## 浄土真宗における異安心

### 歴史
浄土真宗においては、親鸞在世中からすでに門下にさまざまな論争・異義が生じていた。本願寺を開創した覚如は、佛光寺系（真宗佛光寺派）が説いた「知識帰命」や、唯善の「無宿善往生」の教義を異安心として批判した。
蓮如が生きた15世紀頃には、異安心と見なされる集団が多く現れた。たとえば、秘事法門、一益法門、施物頼みなどである。
1763年から発生した西本願寺（浄土真宗本願寺派）の三業惑乱は、異安心の事件として知られている。
近代においては、親鸞の思想の新しい解釈の試み（近代教学）に対して、伝統的教団の立場から、しばしば異安心という批判と排斥が加えられた。

### 異安心と見做された人々・団体
- 秘事法門
- 清沢満之
- 金子大栄 - 1928年に著書『浄土の観念』が異安心とされて大谷大学教授を追われ、さらに真宗大谷派の僧籍を剥奪される[6]（しかし、その後も自説を堅持する）。
- 曽我量深 - 1930年3月、『如来表現の範疇としての三心観』における主張が、異安心とされ問題となり、事実上追放の形で、大谷大学教授を辞任する（しかし、その後も自説を堅持する）。その後、金子とともに名誉回復された。
- 暁烏敏 - 1911年(明治44年）、その熱い情熱から異安心（浄土真宗における異端）扱いを受ける。

### 異安心の研究者
- 大原性実、「真宗異義異安心の研究」の著書がある。要約https://web.archive.org/web/20160731231517/http://www.geocities.jp/choumyouji/iannjinn.html